# Bistum Schwerin

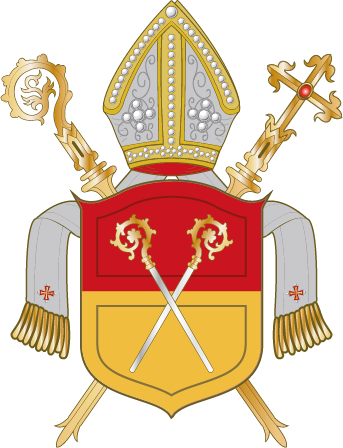
Wappen Bistum Schwerin

Das Bistum Schwerin (1062/1158 bis 1557/1648) war ein römisch-katholisches Bistum. Zu Zeiten der deutschen Teilung war dieses Gebiet kirchlich unter einer besonderen Stellung, zuletzt als Bischöfliches Amt Schwerin. Seit 1930 war das Gebiet Teil des Bistums Osnabrück gewesen und gehört seit 1994 schließlich zum Erzbistum Hamburg.
Weiterhin war das von den Schweriner Bischöfen regierte Hochstift Schwerin ein geistliches Territorium des Heiligen Römischen Reiches auf dem Gebiet des heutigen Bundeslands Mecklenburg-Vorpommern. Als Folge des Westfälischen Friedens ging das Territorium 1648 in das weltliche Fürstentum Schwerin über.

## Geschichte

### Gründung und Mittelalter

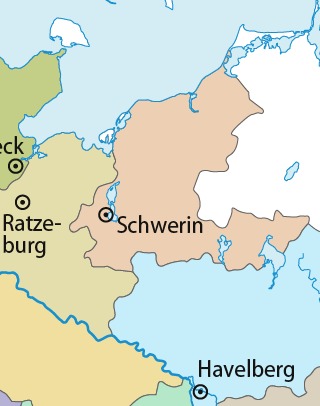
Bistum Schwerin vor der Reformation

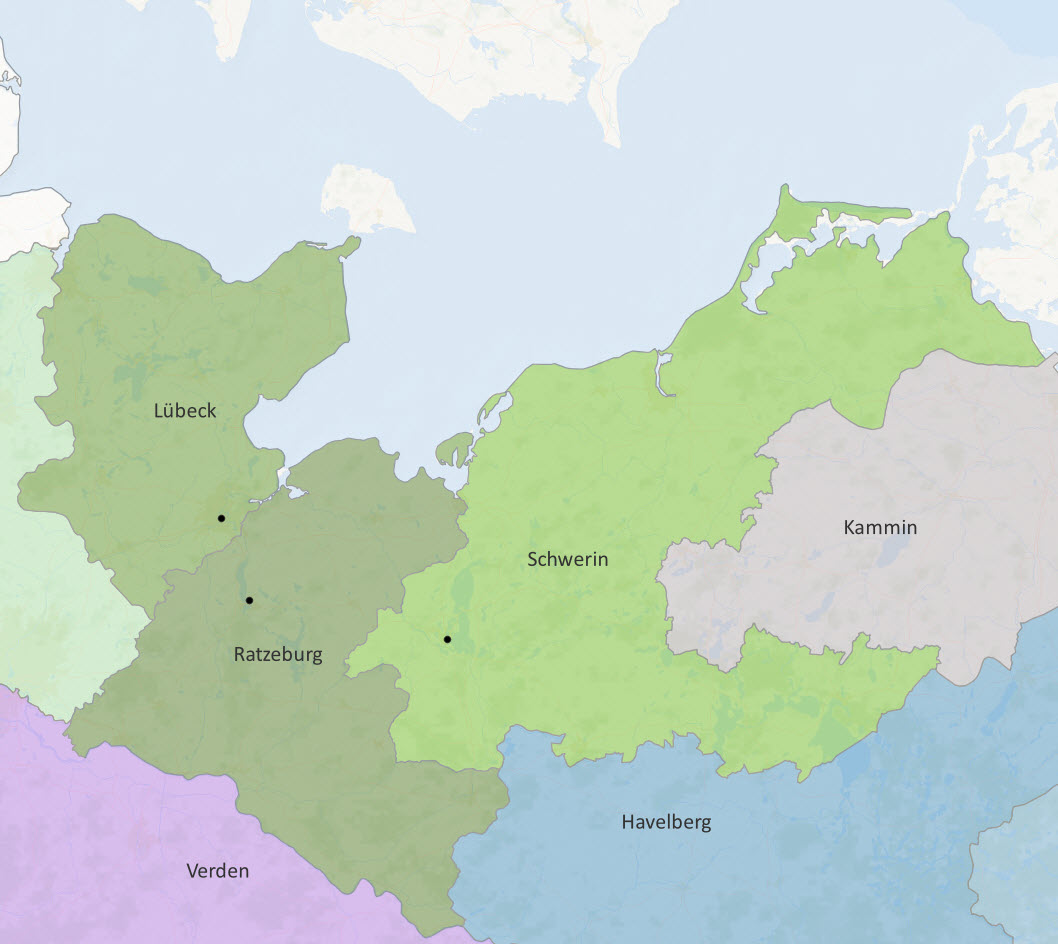
Bistum Schwerin um 1500

Erzbischof Adalbert von Bremen gliederte um 1062 die Bistümer Mecklenburg und Ratzeburg aus dem Bistum Oldenburg/Holstein (später verlegt nach Lübeck) aus. Aber schon 1066 fielen seine Gründungen einem blutigen Aufstand der Wenden zum Opfer, die Abt Ansverus von St. Georg in Ratzeburg und seine Gefolgsleute im benachbarten Bistum Ratzeburg steinigten.
Erzbischof Hartwig I. von Bremen wollte 1149 die vakanten Bistümer wieder besetzen, geriet darüber aber mit dem Landesherrn, dem Welfenherzog Heinrich dem Löwen in Konflikt. Allein dieser konnte den Bistümern die notwendige wirtschaftliche Grundlage geben und beanspruchte darum das Recht zur Einsetzung der Bischöfe (Investitur) in seinem Herrschaftsgebiet für sich. Der Streit wurde 1154 auf dem Reichstag zu Goslar entschieden: König Friedrich I. Barbarossa übertrug sein königliches Investiturrecht für die nordalbingischen Bistümer seinem Vetter Heinrich dem Löwen. Dieser setzte 1158 den Mönch Berno des Zisterzienserklosters Amelungsborn zum Bischof von Mecklenburg ein.

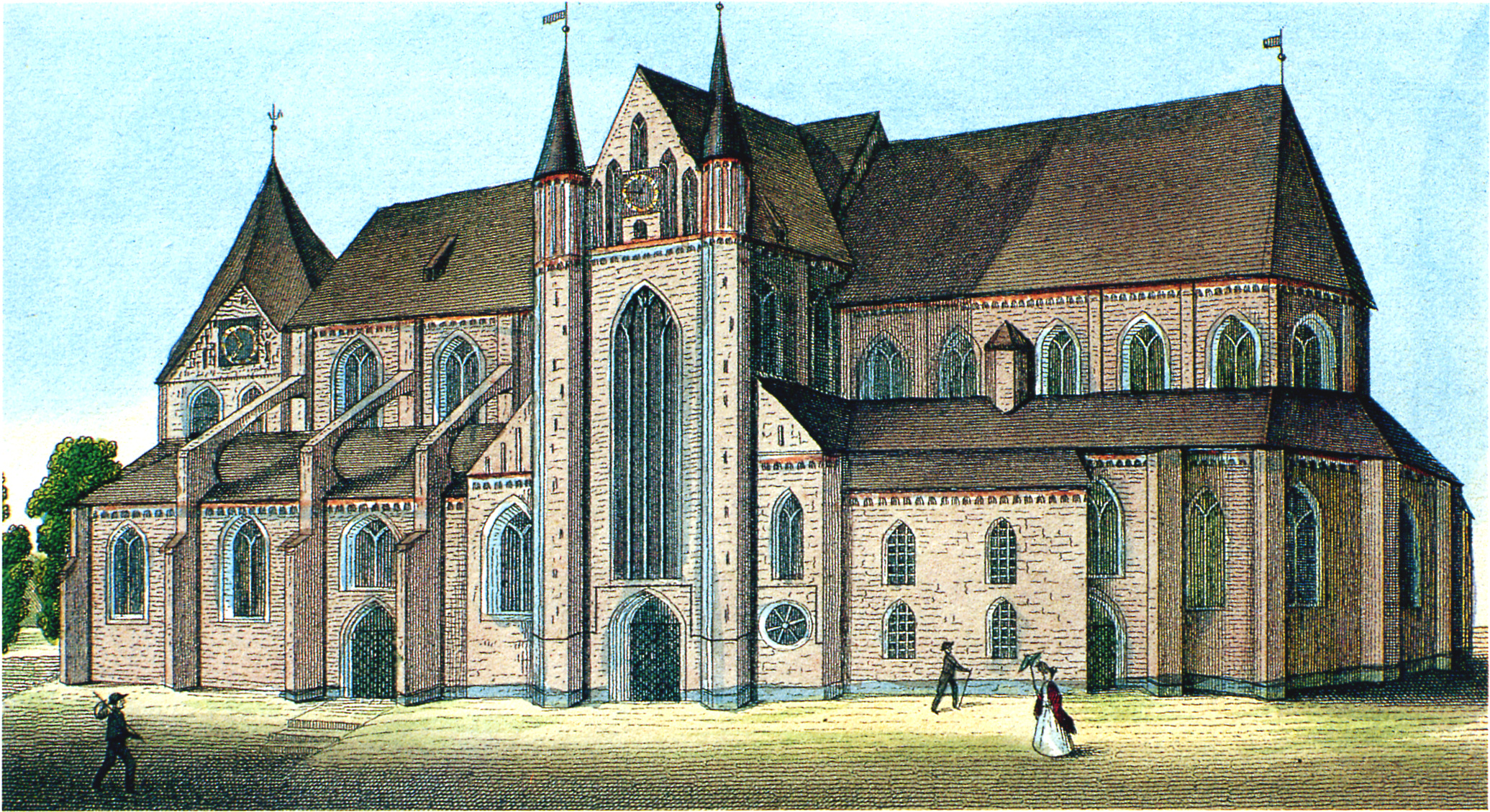
Schweriner Dom vor Errichtung des neugotischen Turms

Im Jahre 1160 wurde der Bischofssitz von Mecklenburg nach Schwerin verlegt. Damit verbunden war die Umbenennung des Bistums nach der gerade begründeten deutschen Stadt Schwerin, während Bischof Berno sich weiter seiner Siegel bediente, die ihn als Bischof von Mecklenburg bezeichneten. Im selben Jahr unterstellte Erzbischof Hartwig mit Zustimmung Heinrich des Löwen das Bistum Schwerin der Metropolitangewalt der Hamburger Kirche. Auf Initiative Bischof Bernos wurden die ältesten Zisterzienserklöster Mecklenburgs, Doberan (1171) und Dargun (1172), als Kolonisationskloster gegründet. Bereits 1171 konnte ein erster Dom in Schwerin geweiht werden. Um 1180 wurde Bützow unter Bischof Berno bischöfliche Residenz. Ab 1239 war erst die alte slawische Fürstenburg am Hopfenwall und ab 1252 die neu errichtete Bischofsburg zu Bützow Hauptresidenz der Bischöfe von Schwerin.

### Reformation und Zwischenzeit
Die Reformation wurde in Mecklenburg ab 1533 eingeführt. Damit wurde auch im Hochstift der katholische Kultus beseitigt. Dieser Prozess war 1557 abgeschlossen.
1625 wurde der damals erst zweijährige Sohn des Herzogs von Mecklenburg, Christian, zum letzten Verwalter (Koadjutor) gewählt. Im Zuge der Wiederherstellung geordneter Verhältnisse im Stiftsgebiet durch Schweden, das das Land 1631 besetzt hatte, wurde die Stiftsregierung durch Kriegsrecht an seinen Vater, Herzog Adolf Friedrich I. von Mecklenburg, übergeben. Er war der letzte Administrator. Im Westfälischen Frieden wurde das Stiftsgebiet als erbliches, weltliches Fürstentum Herzog Adolf Friedrich I. zugesprochen.
Seitens der römisch-katholischen Kirche wurde das Gebiet des Bistums gemeinsam mit den sich ebenfalls auf das Gebiet Mecklenburgs erstreckenden Teilen der ehemaligen Bistümer Ratzeburg und Kammin sowie weiten Teilen Norddeutschlands und Skandinaviens als Apostolisches Vikariat des Nordens der 1622 gegründeten Congregatio de Propaganda Fide in Rom direkt unterstellt. Die Gebiete wurden 1667 im Apostolischen Vikariat der Nordischen Missionen zusammengefasst. Im Laufe der Zeit wurden für viele Teilbereiche selbständige Jurisdiktionsbezirke geschaffen. Für die verbliebenen Territorien wurde 1868 das Apostolische Vikariat Norddeutschland gebildet. Es umfasste die beiden Großherzogtümer Mecklenburg sowie die freie Stadt Lübeck und die Herrschaft Eutin des Großherzogtums Oldenburg. 1930 gelangte dieses Gebiet an das Bistum Osnabrück.

### Der Weg zum Bischöflichen Amt Schwerin
Nach dem Zweiten Weltkrieg, unter den Bedingungen der deutschen Teilung, gründete der zuständige Osnabrücker Bischof Hermann Wilhelm Berning am 16. April 1946 das Bischöfliche Kommissariat Schwerin und ernannte den Pfarrer von Schwerin, Bernhard Schräder, zum Bischöflichen Kommissar. Im Jahr 1958 wurde dieser zunächst zum Generalvikar des Bischofs von Osnabrück für Mecklenburg und 1959 dann auch zum Weihbischof ernannt.
Im Jahr 1970 wurde der Berliner Weihbischof Heinrich Theissing als Adjutorbischof nach Schwerin berufen und übernahm 1971 als Nachfolger die Aufgaben des Bischöflichen Kommissars für Mecklenburg.
Am 23. Juli 1973 wurde das Gebiet des Bischöflichen Kommissariates Schwerin vom Heiligen Stuhl zum Bischöflichen Amt mit Bischof Theissing als Apostolischem Administrator mit den Rechten eines residierenden Bischofs erhoben. Die rechtliche Zugehörigkeit Mecklenburgs zur Mutterdiözese Osnabrück war hiervon nicht berührt, jedoch wurde die Jurisdiktion des Bischofs von Osnabrück über Mecklenburg suspendiert. Der Apostolische Administrator übte sein Amt unmittelbar im Auftrag des Heiligen Stuhles aus.
Im Jahr 1981 wurde Norbert Werbs zum Weihbischof des Apostolischen Administrators in Schwerin ernannt. Apostolischer Administrator wurde nach dem Rücktritt von Theissing im Jahre 1987 der Magdeburger Weihbischof Theodor Hubrich. Nach dessen Tod wurde Werbs 1992 zum Diözesanadministrator gewählt.

### Eingliederung in das Erzbistum Hamburg
Mit der Errichtung des Erzbistums Hamburg am 24. Oktober 1994 wurde der Schweriner Jurisdiktionsbezirk in das Erzbistum Hamburg integriert, war aber bis zum altersbedingten Rücktritt von Norbert Werbs am 20. Mai 2015 weiterhin Sitz des Weihbischofs als Bischofsvikar für Mecklenburg mit Sitz in der Pfarrei der Propsteikirche St. Anna. In Schwerin besteht ein Erzbischöfliches Amt als Außenstelle des Ordinariats Hamburg. Das Verwaltungsgebäude wurde im Jahr 1978 gemeinsam mit der Filialkirche St. Martin im Stadtteil Lankow gebaut. Leiterin des Erzbischöflichen Amts und des Kommissariats der Erzbischöfe von Hamburg und Berlin beim Land Mecklenburg-Vorpommern war von 2013 bis 2021 die Theologin Claudia Schophuis. Seit 2021 leitet Norbert Nagler das Erzbischöfliche Amt.

## Hochstift Schwerin
1171 stattete Heinrich der Löwe das Bistum wirtschaftlich aus, wobei das Zentrum des Besitzes im Gebiet von Bützow und bei Ilow lag. Am 9. September 1171 gehörten zum Bistum Schwerin die Burgen Mecklenburg, Schwerin, Kutin (bei Plau am See), Kessin mit allen dazugehörigen Ortschaften. sowie die Burgen Parchim und Malchow mit dem umgebenden Gebiet.
Nach dem Sturz Heinrichs des Löwen 1180 wurde das Investiturrecht zuerst von den Askaniern und dann vom dänischen König Waldemar II. beansprucht. Mitte des 13. Jahrhunderts konnte sich das Bistum Schwerin jedoch die reichsunmittelbare Stellung sichern und auch die Gerichts- und Landeshoheit für das Stiftsgebiet festigen. So wurde eine kleine Territorialherrschaft aufgebaut, deren wirtschaftliche Grundlage jedoch sehr schmal war.

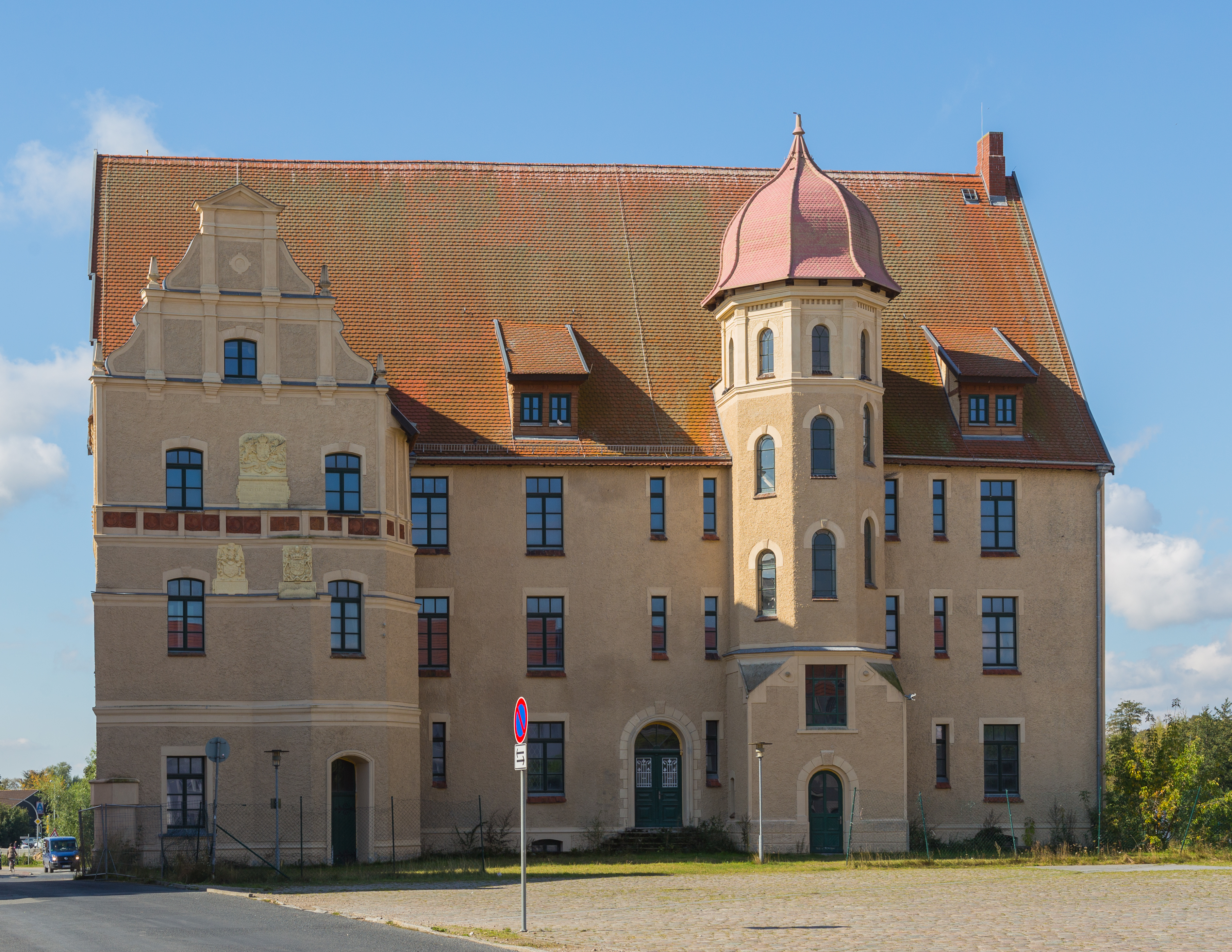
Bischöfliches Residenzschloss Bützow

Im Jahr 1239 wählten die Bischöfe die Fürstenburg am Hopfenwall in Bützow zu ihrem Sitz, weshalb die dortige Kirche als Stiftskirche gilt. Konflikte mit den mecklenburgischen Fürsten sowie eine umfangreiche Bündnispolitik und Verwicklungen in die nordischen Thronkämpfe strapazierten die wirtschaftlichen Ressourcen des Bistums. Im 14. und 15. Jahrhundert wuchs die Schuldenlast stark an und hatte umfangreiche Verpfändungen von Stiftsland zur Folge. Im 15. Jahrhundert geriet das Bistum in Abhängigkeit von den mecklenburgischen Herzögen.
Auch nach Einführung der Reformation blieb das Hochstift als Herrschaftsgebiet (mit evangelischen „Bischöfen“ – eigentlich Administratoren des vakanten Bistums – aus dem Haus Mecklenburg und dem königlichen Haus Dänemark) bestehen. Die Reichsunmittelbarkeit wurde vom Reichskammergericht 1561 bestätigt. Der Dompropst Otto von Wackerbarth versuchte unter den Bistumsadministratoren Ulrich I. von Mecklenburg und Ulrich II. von Dänemark noch, dem Stift das Jurisdiktionsrecht eines eigenständigen Reichsstands zu erstreiten, was zu einem langwierigen Prozess mit dem Herzog vor dem Reichskammergericht führte.
Im Jahr 1628 gelangte es als Lehen an Wallenstein, der aber schon 1630 aufgrund des schwedischen Eingreifens in den Dreißigjährigen Krieg sein Herzogtum Mecklenburg und das Fürstentum Schwerin wieder hatte räumen müssen, bevor er 1633/34 beim Kaiser in Ungnade fiel und ermordet wurde. Nach den Kriegswirren wurde im Westfälischen Frieden 1648 die Restitution an die Herzöge von Mecklenburg bestätigt und das Territorium als weltliches Fürstentum Schwerin umfirmiert.

### Wappen
Ein bischöfliches Wappen ist erstmals unter Bischof Albrecht von Sternberg (Bischof 1356–1363) nachweisbar: ein quer geteilter Schild mit zwei in Form eines Andreaskreuzes darüber gelegten Bischofsstäben. Die älteste Abbildung dieses bischöflichen Wappens in Farben auf einem Denkmal im Schweriner Dom von 1570 zeigt die untere Hälfte des Schildes golden, die obere rot, und darüber liegen die beiden blauen (wohl richtiger silbernen) Bischofsstäbe mit goldenen Krümmen.
Nach 1648 war das Wappen des Fürstentums Schwerin abweichend von dem des Bistums. Es hatte folgende Blasonierung: geteilt, oben ein in Blau schreitender goldener Greif, unten ein leeres grünes Feld mit silbernem Bord. Dieses Wappen wurde nach 1648 auch im mecklenburgischen Wappen aufgenommen.

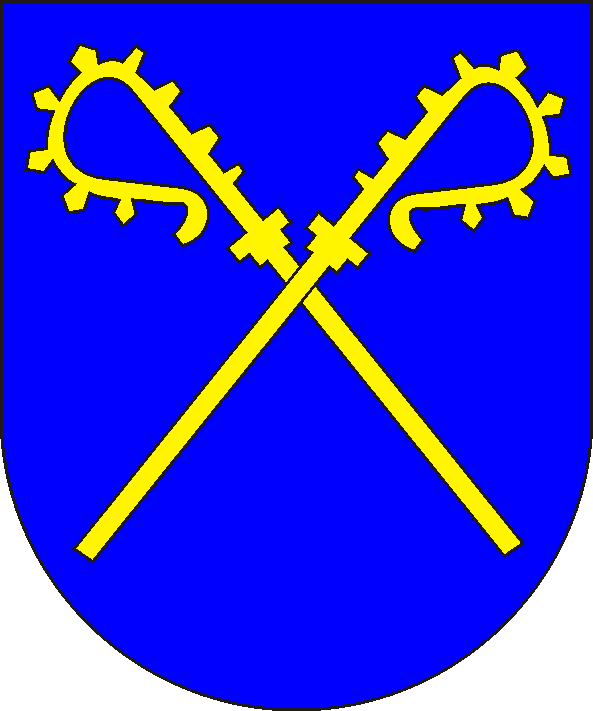
Wappen des Bistums/Hochstifts Schwerin
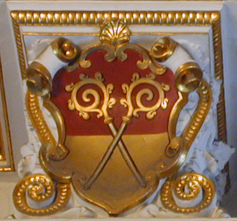
Wappen des Hochstifts Schwerin im Thronsaal des Schweriner Schlosses
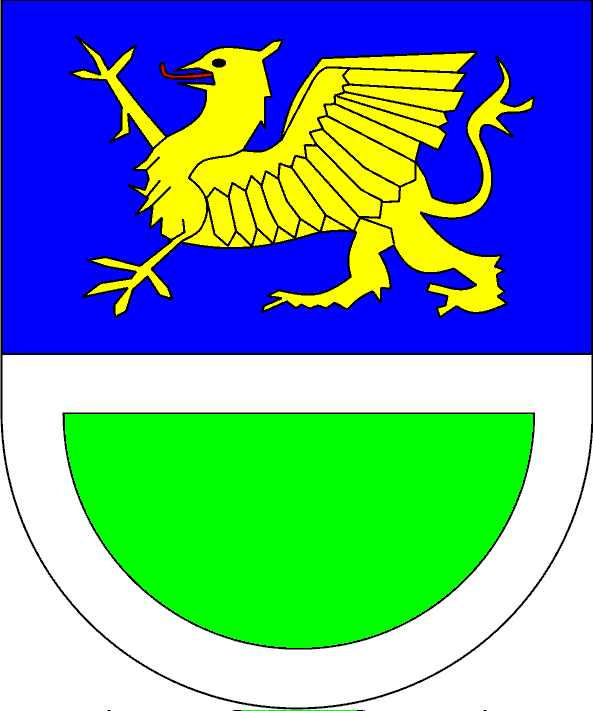
Wappen des Fürstentums Schwerin